# Eddyville (Kentucky)
Eddyville is een plaats (city) in de Amerikaanse staat Kentucky, en valt bestuurlijk gezien onder Lyon County.

## Demografie
Bij de volkstelling in 2000 werd het aantal inwoners vastgesteld op 2350.
In 2006 is het aantal inwoners door het United States Census Bureau geschat op 2405, een stijging van 55 (2.3%).

## Geografie
Volgens het United States Census Bureau beslaat de plaats een oppervlakte van
20,1 km², waarvan 17,3 km² land en 2,8 km² water. Eddyville ligt op ongeveer 119 m boven zeeniveau.

## Plaatsen in de nabije omgeving
De onderstaande figuur toont nabijgelegen plaatsen in een straal van 20 km rond Eddyville.